# Bruno de Finetti
Bruno de Finetti (13 juin 1906 - 20 juillet 1985) est un statisticien et actuaire italien, connu pour sa conception « opérationnelle subjective » de la probabilité. L'exposition classique de sa théorie distinctive est La prévision : ses lois logiques, ses sources subjectives de 1937 qui a discuté des probabilités fondées sur la cohérence des cotes des paris et les conséquences de l'échange. 

## Biographie
De Finetti naît à Innsbruck, Autriche. Il étudie les mathématiques à l'École polytechnique de Milan. Il est diplômé en 1927, soutenant une thèse sous la supervision de Giulio Vivanti. 
Il travaille comme actuaire et statisticien à l'Istituto nazionale di statistica de Rome, puis, à partir de 1931, pour la compagnie Generali. En 1936, il remporte la compétition pour la nomination à la Chaire de Mathématiques Financières et de Statistiques, mais est finalement écarté en raison d'une loi fasciste[réf. souhaitée] empêchant la nomination d'un candidat non-marié. Il sera officiellement nommé professeur de l'Université de Trieste à partir de 1950.
Il a publié de nombreux articles (17 articles en 1930 seulement, selon Lindley) et a acquis une réputation internationale dans le petit monde des probabilistes. Il enseigne l'analyse mathématique à Padoue, puis obtient une chaire de mathématiques financières à l'Université de Trieste (1939). En 1954, il a rejoint l'Université Sapienza de Rome, d'abord dans une autre chaire de mathématiques financières puis, de 1961 à 1976, dans le calcul des probabilités. Il a développé ses idées sur la probabilité subjective au cours des années 1920 et ce indépendamment de Frank P. Ramsey . Pourtant, selon la préface de sa théorie de la probabilité, il s'est inspiré des idées de Harold Jeffreys, IJ Good et Koopman (en). Il a également raisonné sur le lien entre l'économie et la probabilité, et a estimé que les principes directeurs pour atteindre l'optimum de Pareto s'inspiraient plutôt de critères d'« équité ». Il passa d'une idéologie à une autre au cours de sa vie : adepte du fascisme pendant sa jeunesse, puis du socialisme chrétien avant adhérer au Parti radical,.
Il n'est reconnu dans le monde statistique anglo-américain que dans les années 1950 lorsque L.J. Savage, qui avait lui aussi adopté le subjectivisme, l'y attira ; un autre de ses grands « champions » fut Dennis Lindley. Il mourut à Rome en 1985.